# Hohnsteiner Landwehr

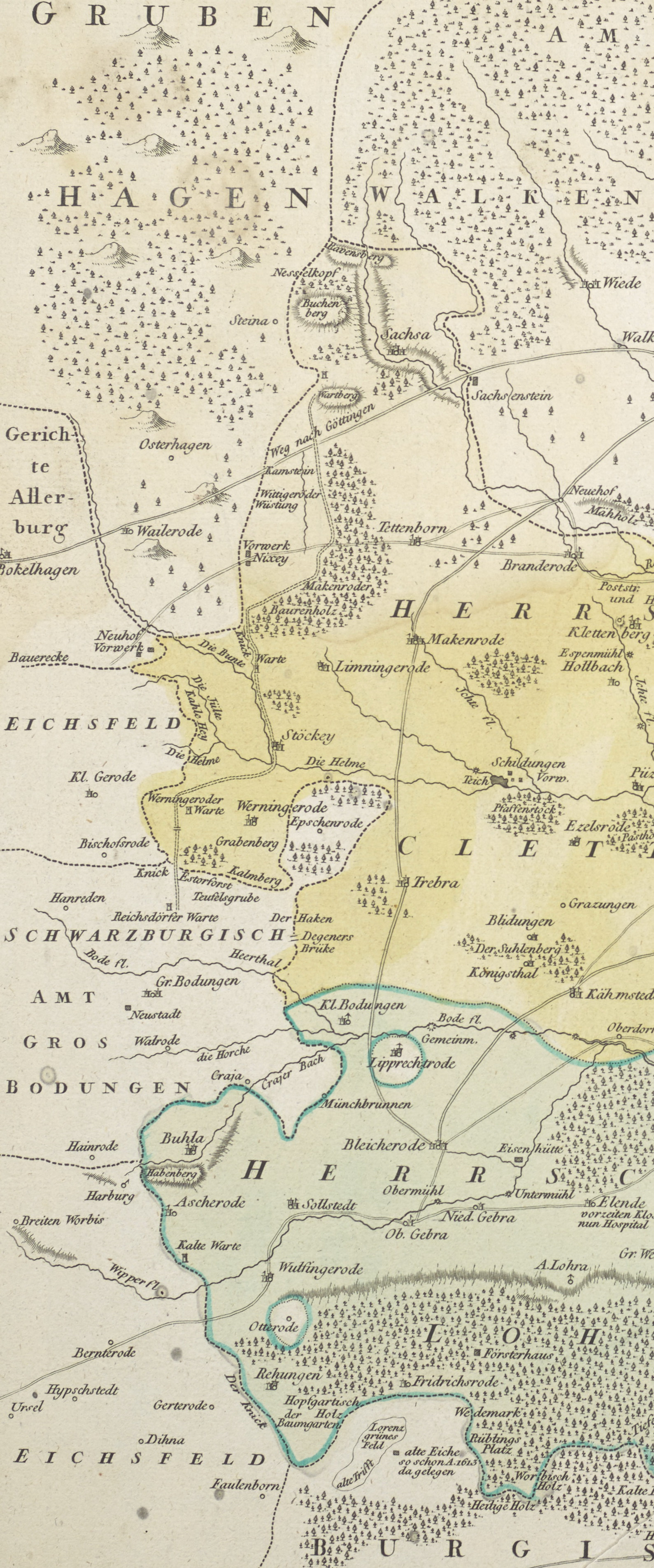
Verlauf der Landwehr und des Knicks auf einer Karte aus dem Jahr 1761

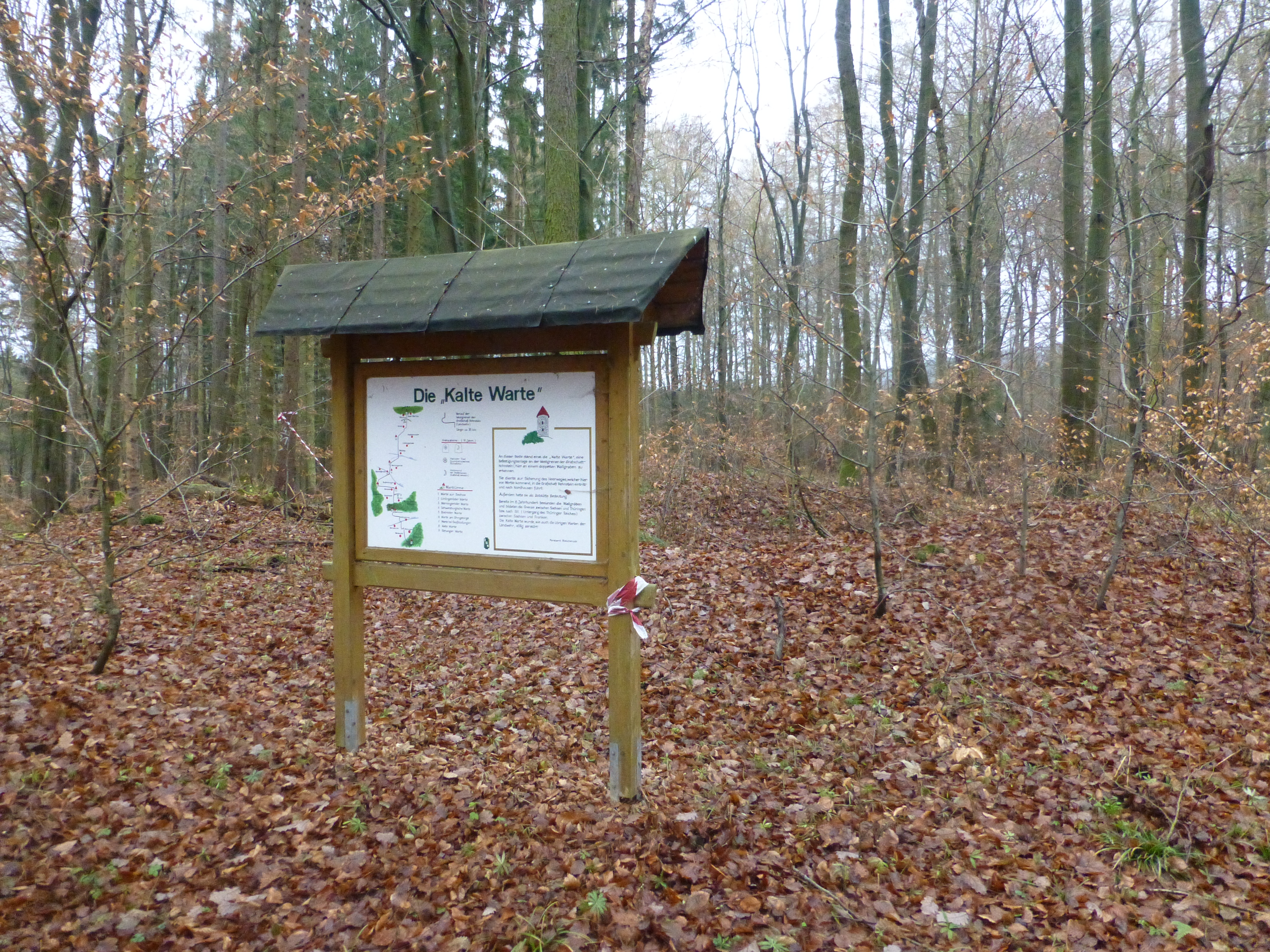
Wall und Graben des Ascheröder Knick mit der Kalten Warte

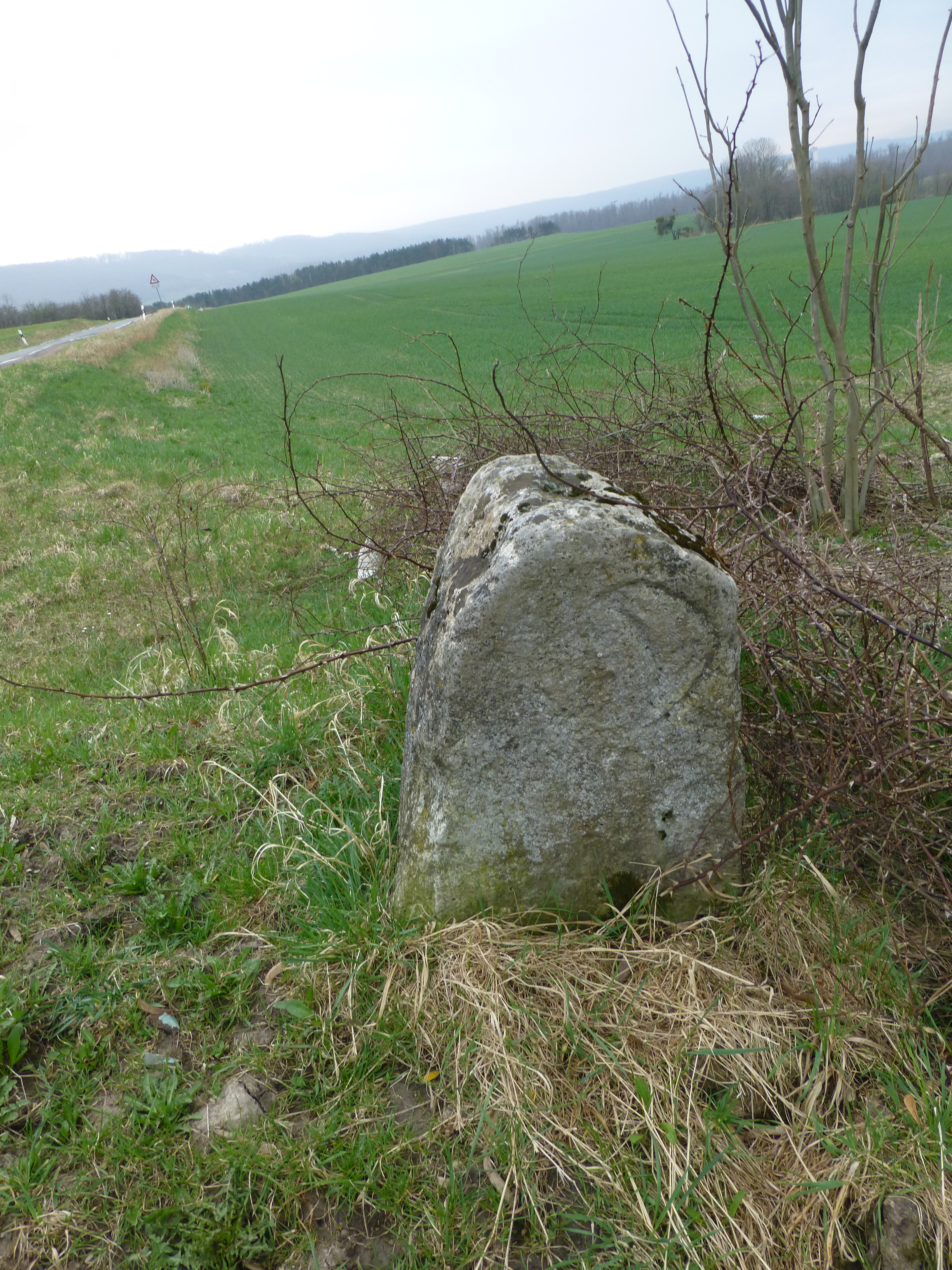
Grenzstein mit Halbmond bei Rehungen

Die Hohnsteiner Landwehr war eine im Spätmittelalter errichtete Landwehr an der Westgrenze der Grafschaft Hohnstein.

## Verlauf
Die Landwehr verlief mit einer Länge von ungefähr 40 Kilometer vom südlichen Rand des Harzes bei Bad Sachsa (Warteberg) bis zum Dün bei Rehungen (Schönberg). Mehrere historische Kartenwerke aus dem 16. und 18. Jahrhundert geben Aufschluss über den etwaigen Verlauf und dazugehörige Warten und Durchlässe. Über einzelne Streckenabschnitte bestehen heute aber noch Unklarheiten, zumal archäologische Spuren nur noch stellenweise nachweisbar sind. Darüber hinaus verlief die Landwehr nicht immer genau an der Landesgrenze der Grafschaft, sondern auch zurückversetzt wie in Stöckey unmittelbar am Ortsrand vorbei oder auf fremden Territorium bei Großbodungen. Auf einer historischen Karte aus dem Jahr 1703 ist noch eine Verlängerung der Landwehr nördlich vom Bad Sachaer Warteberg als Graben in Richtung Ravensberg verzeichnet. Das südliche Ende der Landwehr an der Warte bei Rehungen auf dem Schönberg bildete das Dreiländereck zwischen Kurmainz, der Grafschaft Hohnstein und der Grafschaft Schwarzburg-Sondershausen (heute entsprechend Landkreis Eichsfeld, Landkreis Nordhausen und Kyffhäuserkreis).

## Geschichte
Wann die Landwehr erbaut wurde, ist nicht genau bekannt, vermutlich im Spätmittelalter. Ob bereits früher an der alten Grenze zwischen Thüringen und Sachsen eine Befestigungsanlage bestand, wird vermutet. Sie sollte das Gebiet der Hohnsteiner Grafschaft zum kurmainzer Eichsfeld und im Norden am Harzrand zum Herzogtum Grubenhagen sichern. Der Grenzverlauf der Landwehr im Südharz entsprach vermutlich bereits der alten Grenze zwischen Thüringen und Sachsen. Für das Jahr 1425 ist ein Vergleich zwischen dem Kurfürsten von Mainz und den Grafen von Hohnstein wegen dem Graben am Schönberg überliefert, wo es um die gemeinschaftliche Erhaltung der Grenze, den Bau eines Turmes und die gemeinschaftliche Wache geht. 1431 kam es zu einer Grenzkorrektur zwischen dem Kloster Gerode und den Grafen, als die Dörfer Großen- und Wenigen-Bischofferode sowie Holungen von der Grafschaft in den Besitz des Klosters gelangten und die Landwehr neu errichtet wurde. Dabei blieb ein Teilgebiet des hohnsteinischen Steinberges außerhalb der Landwehr.
Mit dem Aussterben der Grafen von Hohnstein gelangte das Erbe und damit die Grenze an die Grafen von Schwarzburg und Stolberg.

## Wehrelemente
Die Landwehr bestand vermutlich aus einem bewaldeten Wall mit Gräben, wie sie noch heute an der Kalten Warte bei Ascherode nachweisbar ist. Teilweise wurden Abschnitte der Grenze auch als Knick angelegt bzw. sind als Knick
überliefert. Große Grenzsteine markierten den Grenzverlauf, die auf einer Seite einen Halbmond für Hohnstein und auf der anderen Seite das Mainzer Rad zeigen. Von Nord nach Süd sind folgende Warttürme und Schläge bekannt (teilweise bestehen noch Unklarheiten bezüglich Anzahl der Warten, ihren Standort und die Schläge):
- Warte zu Sachsa
- Warte und Schlag bei Stöckey/Limlingerode
- Warte zu Werningerode
- Schwarzburger Warte bzw. Reigerturm südlich von Werningerode
- Schlag und Warte bei Hauröden/Bielrödchen
- Schlag bei Großbodungen
- Warte/Schlag bei Wallrode
- Schlag bei der Hasenburg
- Kalte Warte bei Ascherode
- Schlag bei Wülfingerode
- Schlag bei Rehungen und Warte auf dem Schönberg

### Warte zu Sachsa
An der westlichen Grenze von Bad Sachsa befand sich eine Knick, der 1557 und 1593 erwähnt wurde. Dieser bestand aus einem tiefen Graben und einem dichten Wal aus Bäumen. 1557 wurde westlich der Stadt auf einer Anhöhe eine „Warthe der Sachsa“ genannt. Die Bürger von Sachsa erbauten am Graben einen Schlagbaum und daneben noch eine Schanze. 1597 war Hans Holzapfel der Wartmann. Nach dem Dreißigjährigen Kriege verlor die Warte an Bedeutung und verfiel langsam. Im 19. Jahrhundert wurden die letzten Reste der Anlage abgetragen, nur der heutige Name Warteberg erinnert noch an den ehemaligen Turm. Auch der Knick verfiel und ist heute nur noch an einzelnen Stellen im Wald erkennbar.

### Schwarzburger Warte
An der Stelle, wo die Straße Großbdungen-Bischofferode die neue Landwehr kreuzte, wurde eine Warte errichtet. 1579 wurde er Reigersthurm vor dem Steinberge genannt, wo der Knick zur Werningeroder Warte führte. Der Reigersturm lag auf der Gemarkung des ehemaligen Dorfes Reigersdorf, später als Reichsdorf bezeichnet. 1595/1618 war Hans Koch der Wartmann. Die Grenzwache verlor nach dem Dreißigjährigen Krieg an Bedeutung und wurde dann als Schwarzburger Warte bezeichnet. Sie diente dann als Wohnung des herrschaftlichen Försters. Er war für die Schwarzburgischen Wälder am Steinberg zuständig. In einer Grenzbezeichnung des Schwarzburger Amtmannes von 1734 wird der Verlauf der Grenze am Steinberg beschrieben. Sie verlief von der Werningeroder Warte gerade den Berg hinauf zwischen dem schwarzburgischen Steinberg und dem Reißdörfer Holz geradlinig herunter zur Warte, dann in der Lache hinauf durch das Billröder Holz am bischofferoder Männerholz vorbei bis oben in das bodungische Siechen. Ab 1795 diente die Warte noch als Wohnung für die Forstaufseher und Waldarbeiter. Darüber hinaus wurde an der Warte mit dem Schlagbaum auch Wegegeld erhoben. Nach Errichtung einer neuen Zollstätte an der Straße von Großbodungen nach Kleinbodungen verlor die Warte an Bedeutung und wurde danach abgerissen. 1865 entstand das neue Gasthaus „Zum Zoll“. Heute erinnert nichts mehr an den Standort der Warte.

## Befestigungsanlagen im Umfeld
In wie weit Landwehren und Knicke im näheren Umfeld mit der Hohnsteiner Warte in Verbindung standen, ist nicht belegt. So zum Beispiel der Gemeindeknick bei Osterhagen oder die Scharzfelder-Honsteiner-Landwehr und der Warturm am Bühberg. Bei Holungen, das bis 1431 zur Grafschaft Hohnstein gehörte, befindet sich der sogenannte Holunger Knick am Ohmgebirgsrand und die Urbenschanze auf dem Sonnenstein.
An der östlichen Grenze der Grafschaft verlief ebenfalls eine Landwehr oder Knick vom Siechentore vor Nordhausen, über Steinbrücken, dem Turmberg bei Hain bis zur Wipper bei Wolkramshausen.